# Радижеве
Радиже́ве — село в Україні, у Володимирецькій селищній громаді Вараського району Рівненської області. Населення становить 357 осіб.

## Географія
Село розташоване між річками Стублою та Безіменкою.

## Історія
У 1906 році село Бережницької волості Луцького повіту Волинської губернії. Відстань від повітового міста 120 верст, від волості 34. Дворів 49, мешканців 234.
12 червня 2020 року, відповідно до розпорядження Кабінету Міністрів України № 722-р від «Про визначення адміністративних центрів та затвердження територій територіальних громад Рівненської області», увійшло до складу Володимирецької селищної громади.
19 липня 2020 року, в результаті адміністративно-територіальної реформи та ліквідації Володимирецького району, село увійшло до складу Вараського району.

## Населення
За переписом населення 2001 року в селі мешкало 355 осіб. 100 % населення вказало своєї рідною мовою українську мову.